# Oktawia Kawęcka
Oktawia Kawęcka ps. Octavia oraz Octavia Kay (ur. 21 listopada 1985 w Radomiu) – polska wokalistka, flecistka, kompozytor i producent muzyczny. Wykonuje własne kompozycje, a także muzyczne standardy w różnych stylistykach. Jej repertuar zawiera utwory w języku polskim, angielskim, francuskim, hiszpańskim, greckim, portugalskim, włoskim. Jest laureatką wielu ogólnopolskich i międzynarodowych nagród muzycznych. 

## Życiorys
Jest absolwentką Uniwersytetu Muzycznego w Warszawie i Podyplomowego Studium Jazzowego im. H. Majewskiego przy ZPSM w Warszawie. Stypendystka Conservatorium A. Casselli w L’Aquili i Conservatorium Santa Cecilia w Rzymie (flet poprzeczny i śpiew operowy).   
21 marca 2017 ukazał się utwór „Plus Minus Infinity”, nagrany oraz zmiksowany przez Cosmo Entrainment Label. Singiel wraz z teledyskiem stanowi zapowiedź nowego albumu Oktawii, który ukazać ma się jeszcze w tym roku. W pracach nad materiałem uczestniczą muzycy znani ze współpracy m.in. z Amy Whinehouse.

## Nagrody i Festivale
- “Grand Prix Melomanow” potocznie zwanym Oscarem Jazzowym w kategorii Jazz „ Nowa Nadzieja” 2010
- Srebro na The International 19th Jazz Standards Festival Siedlce 2005
- Brąz na The International Jazz Vocalists Meeting Zamość 2005 Nagroda Indywidualna na Międzynarodowym Festiwalu Jazz Krokus, Jelenia Góra 2005
- Laureatka The Krzysztof Penderecki International Competition Of Contemporary Chamber Music in Krakow 2007
- Nagroda Indywidualna na Ogólnopolskim Konkursie Jazzowym Scena Młodych w Radomiu 2004 Wyróżnienie w kategorii Najlepszy Solista Jazzowy, na konkursie Nadzieje Warszawy 2006
- Nagroda specjalna Prezydenta Lecha Kaczyńskiego na konkursie Nadzieje Warszawy 2005
- gościła na Międzynarodowym Festiwalu „6th International Summer Music Festival”  Dziekanka 2009
- Nominacja do jazzowych Oscarów w kat. „Nowa Nadzieja”2008
- Loreto alla Rassegna di Musica Sacra 2009
- Ladies Gdynia Jazz Festival 2010

## Dyskografia
- 46 x Paolo Conte Agencja Artystyczna MTJ, 3 CD kompilacja różnych artystów 2004
- Oktawia Fonografika 2008
- „Studio7 „Jazz Forum Records 045 2008
- „OCTAVIA”  Jazz Forum Records 2009
- 3 utwory na zestawie 2 CD towarzyszącym 20. tomowi jazz,  serii „Magiczny świat jazzu”  POLSCY WOKALIŚCI JAZZOWI, Rzeczpospolita S.A. 2009
- „Octavia At Toya” 2011